# Satori
Satori (悟り) (悟 chinêswù ; coreano 오) é um termo japonês budista para iluminação. A palavra significa literalmente "compreensão". É algumas vezes livremente tratada como sinônimo de Kensho, mas  Kensho refere-se à primeira percepção da Natureza Búdica ou Verdadeira Natureza, algumas vezes conhecida como "acordar". Diferentemente do kensho, que não é um estado permanente de iluminação mas uma visão clara da natureza última da existência, o satori refere-se a um estado de iluminação mais profundo e duradouro. É costume portanto utilizar-se a palavra satori, ao invés de kensho, quando referindo-se aos estados de iluminação do Buda e dos Patriarcas.
Segundo D. T. Suzuki, "Satori é a raison d'être (Razão de ser) do Zen, sem o qual o Zen não é Zen. Portanto todo o esforço, disciplinário ou doutrinal, é dirigido ao satori."